# Warangal

Warangal é uma cidade do estado de Telanganá, na Índia. Localiza-se no sudeste do país. Tem cerca de 830 mil habitantes. Foi capital de um reino no século XIII.
Hoje, Warangal é a capital de distrito de Warangal.